# 天主教姆布盧教區
天主教姆布盧教區 （拉丁語：Dioecesis Mbuluensis）是坦桑尼亞一個羅馬天主教教區，屬阿魯沙總教區。
1943年4月14日設立宗座監牧區，1952年1月10日升為宗座代牧區，1953年3月25日升為教區。
教區位於曼亞拉區西部，2004年有242,698名教友、卅六個堂區、七十九名司鐸。現任教區主教為比亞圖斯‧金亞伊亞。